# 花若離枝
《花若離枝》（白話字：Hoe nā lī-ki）為一首知名臺語歌曲，臺灣知名歌手蔡振南作詞，音樂家陳小霞作曲，曲調優美，歌詞意境深遠，由蘇芮演唱，蘇芮也因此得到1998年金曲獎「最佳方言女演唱人獎」，蔡振南則得到「最佳作詞人獎」，作曲的陳小霞雖未能得獎，卻得到許多歌迷投書肯定，而後包括江蕙、蔡振南、孫淑媚、張玉霞等人亦翻唱了此歌曲，至今仍在各大KTV的臺語歌曲排行榜內。

## 賞析
表面上講一朵花因離開枝枒而凋謝，寓意卻是一個丈夫外遇而失寵的婦女，自比為即將枯萎的花朵，想要挽回夫婿。
其中「一肩擔雞雙頭啼」此句極其有名，本是臺灣俗諺，指「一面照顧生計，一面照顧家庭」。典故是：一位單親爸爸，因為失婚，只好在販雞時順便照顧孩子，把孩子放在扁擔的另一頭，當雞啼時，另外一頭的孩子也被嚇得啼哭，故稱「雙頭啼」。但蔡化用了這個典故，指出享齊人之福的男子，卻遇到兩位女性同時的抗議，被迫作出抉擇。

## 註解
1. ↑  社團法人中華音樂著作權協會. . The News Lens 關鍵評論網. 2016-10-10  [2017-04-24]. （原始内容存档于2019-09-01） （中文（臺灣））.
2. 1 2  . 尋夢，撐一支長篙. 2006-12-03  [2017-04-24]. （原始内容存档于2021-01-23） （中文（臺灣））.